# District de Yên Mô
Yên Mô est un district de la province de Ninh Binh dans la région du delta du fleuve Rouge au Viet Nam .

## Géographie
Le district de Yên Mô a une superficie de 149 km2. 
La capitale du district se trouve à Yen Thinh.